# Lijst van bisschoppen van Leeuwarden
Dit is een lijst van bisschoppen van het bisdom Leeuwarden, een voormalig Nederlands rooms-katholiek bisdom dat heeft bestaan van 1561-1580.
| Bisschop van Leeuwarden | Bisschop van Leeuwarden | Bisschop van Leeuwarden                                                                        |
| ----------------------- | ----------------------- | ---------------------------------------------------------------------------------------------- |
| 1561 - 1569             | Remigius Driutius       | zetel niet in bezit genomen; gewijd in november 1569 na zijn benoeming tot bisschop van Brugge |
| 1569 - 1580             | Cuneris Petri           |                                                                                                |